# Matthias John
Matthias John (Erfurt, Turíngia, 11 de desembre de 1978) és un ciclista alemany especialitzat en pista.

## Palmarès
- 2001
  -  Campió d'Europa sub-23 en Velocitat per equips (amb Carsten Bergemann i Stefan Nimke)
- 2002
  -  Campió d'Europa sub-23 en Velocitat per equips (amb Carsten Bergemann i Sören Lausberg)
- 2003
  -  Campió d'Alemanya en Velocitat per equips
- 2006
  -  Campió d'Alemanya en Velocitat
- 2007
  -  Campió d'Alemanya en Velocitat
  -  Campió d'Alemanya en Velocitat per equips
- 2008
  -  Campió d'Alemanya en Velocitat per equips

### Resultats a laCopa del Món
- 2001
  - 1r a Cali, en Velocitat per equips
- 2005-2006
  - 1r a Moscou, en Velocitat per equips